# 西游记之孙悟空三打白骨精
《西遊記之孫悟空三打白骨精》（英語：The Monkey King 2）是鄭保瑞导演的一部中国3D魔幻动作电影，洪金寶任动作导演，《畫皮2》编劇冉平负责剧本，郭富城、鞏俐、馮紹峰、小沈陽和羅仲謙主演，讲述师徒四人在取经路上孙悟空三打白骨精的故事。馬來西亞在2016年2月5日優先上映、中国等地於2016年2月8日即农历猴年大年初一上映。
续集《西游记·女儿国》在2018年春節上映。

## 剧情
麥寶宜骑着白马的唐僧在路上遭遇一只凶恶老虎的追击，他躲进一个山洞里见到了被压在五行山下五百年的孙悟空，唐僧将贴在石头上的灵符取了下来使得孙悟空重获自由，孙悟空很快将老虎干掉。之后悟空明白玄奘就是他要陪往西天求取真经的那位和尚，并被迫带上了金剛箍。一条龙将唐僧所骑之白马吃掉，于是悟空打败龙并将之变成了一匹新的白龍马。在路上唐僧和悟空遇到贪吃贪色的猪八戒和老实巴交的沙和尚，悟空制服了两人，两人也明白他们要跟随唐僧一起去西天取经。
师徒四人行经一片偏僻的野地，发现有一个老太婆以及两个女儿住在此地的一座房子里，此乃白骨精及其属下几位妖女变幻而成，白骨精想要吃掉唐僧，因为她想永远成为女妖而不用转世为人。一开始悟空的火眼金睛被白骨夫人的妖术所迷惑，后来悟空看清了这几个女妖的真面目，便将她们的人身一一打死，然而妖身却都逃离而去。唐僧、八戒和沙僧便抱怨悟空乱杀无辜，使得悟空忍受委屈。
师徒四人来到了云海西国境地，受到国王的热情款待，国王告诉唐僧此地的孩童都受到了白骨精的祸害，很快白骨夫人赶来，对唐僧等人讲国王说的都是谎言，以掩盖自身的罪恶八戒和沙僧三人与白骨精及其属下展开打斗，唐僧却被国王属下偷偷抓走并关了起来，原来国王受到了毒咒，需要每天饮用儿童的血液才能生存下去，他现在要用唐僧的血肉永久治愈自己的恶疾。后来悟空救出了唐僧，还将关押在牢房里的所有孩童都释放出来。
在大街上准备离开该国的唐僧受到大量当地群众的隆重感谢，其中有白骨夫人及其属下伪装成被释放的女童及其母亲准备行刺唐僧，看破伪装的悟空将那位妇女和女童的人身一一打死，悲空念起了紧箍咒，难忍疼痛的悟空决定离开唐僧回到[[花果山 (西遊記)|花受到观音的阻挠。
悟空离开后，唐僧很快就被白骨精抓走，八戒和沙僧起初没有了主意，八戒还准备散伙，之后沙僧独自一人去解救师父，八戒则去花果山去找大师兄回来帮忙，然而却没有找到悟空。八戒穿着悟空的齐天大圣衣服回来与沙僧联手对抗大量骷髅小妖精，很快悟空也赶来加入战斗。尽管唐僧在白骨夫人面前临危不惧改邪归正不再作恶，却一直没有成功，就在唐僧的性命岌岌可危之际，悟空终于及时赶到救了师父并与白骨精展开最后的激战。唐僧念及白骨夫人可怜的前世，不忍悟空打死她，他对佛祖说要以自己的性命来拯救白骨精转世成人。
最终悟空不得不打死了唐僧，白骨精也成功转世。唐僧死后化作一尊石像，观音菩萨又令石像裂开，救活了唐僧。

## 演员
| 角色           | 演员     | 备注 | 粤语配音                                                              |
| 孫悟空         | 郭富城   | 唐僧大徒弟 |                                                                       |
| 白骨精         | 鞏俐     | 前世的她因为长相貌美被认为是“妖孽”被害至死，被截断了双腿束缚于悬崖峭壁之上，身体常年被鹰啄食，最终冤魂不散成为“白骨精”。因此她痛恨人类，不愿做人，想要吃掉唐僧肉永世为妖。 | 關寶慧                                                                |
| 唐僧           | 馮紹峰   | 如来佛祖座下二弟子金蝉子转世 | 翟凱泰                                                                |
| 豬八戒         | 小沈陽   | 唐僧二徒弟 | 林子聰                                                                |
| 沙僧           | 羅仲謙   | 唐僧三徒弟 |                                                                       |
| 雲海西國國王   | 費翔     | 电影原创角色，取自原著中“宝象国”国王和“子丘国”国王 | 葉振聲                                                                |
| 观世音菩萨佛祖 | 陈慧琳   | | 劉江                                                                  |
| 蛇精           | 魏璐     | 白骨精座下护法三妖之一 |                                                                       |
| 蝙蝠精         | 齐浠儿   | 白骨精座下护法三妖之一 |                                                                       |
| 箭猪精         | 母其弥雅 | 白骨精座下护法三妖之一 |                                                                       |
| 巫医           | 阿旺仁青 | |                                                                       |
| 強盜頭子       | 程东     | |                                                                       |
| 藥舖掌柜       | 彭宇     | |                                                                       |
| 小白骨精       | 刘楚恬   | 戲份已被删减 |                                                                       |
| 掌柜女儿       | 张籽沐   | 药铺掌柜女儿 |                                                                       |
| 村落女孩       | 叶淑铃   | 戲份已被删减 |                                                                       |
| 云海西国侍卫长 | 余辛     | |                                                                       |
|                |          | | 李家傑 鄧國明 何毅鴻 趙錦標 陳穎琪 陳基惠 李子俊 陳苑熒 梁子茵 董菁蓓 |

## 制作
由于《西游记之大闹天宫》在2014年春节档期收获了10.5亿人民币的高票房，出品方星皓影业于是计划总投资35亿元人民币，在未来的15年里，以平均每两年一部的速度，连续推出8部西游系列电影（后来由于《女儿国》票房不佳导致计划夭折）。《三打白骨精》出自《西游记》第27回，“是师徒四人集合后遇到的第一个妖，妖虽然弱，但是对团队的意义却非常大：在此之前他们各有所图，在此之后他们才真正成为一个团队”。

### 演员
在前作中饰演牛魔王的郭富城在本片中接替甄子丹担任第一主角孙悟空，郭富城为演好此角色在开机前秘密训练近三个月。而第一部中孙悟空饰演者甄子丹，由于要拍摄《卧虎藏龙2》而被迫放弃该角色。
巩俐则饰演大反派白骨精一角，她表示：“我把自己的首次3D动作电影献给了《三打》，电影中将有大量的3D拍摄和打斗戏码，这一切对我来说都是新鲜而好奇的，相信接下来的拍摄将和这部电影一样，充满魔幻色彩，希望我饰演的白骨精会是一位女王范儿十足的妖精。”

### 拍摄
影片投资4.5亿。2014年11月在无锡开机，使用卡梅隆·佩斯集团（简称CPG）的3D摄影机拍摄。800人组成的拍摄团队将动用无锡市及无锡国家数字电影产业园的11个摄影棚进行为期5个月的拍摄。其中云海西国的皇宫、白骨精的波月洞，以及老妇人所住的林中小屋都搭建了实景进行拍摄。

### 配乐
片尾唐僧的金身开始褪去尘埃显出肉色时，响起了1986版经典电视版《西游记》序曲的音乐，这是片方专门找到了原曲作者许镜清购买到了音乐版权，并邀请作曲家胡伟立重新编曲，由中国交响乐团重新演奏。

## 电影歌曲
| 曲別   | 歌名           | 作曲   | 作詞 | 主唱   |
| 主题曲 | 《就是孙悟空》 | 金培达 | 小美 | 郭富城 |

## 发行
2015年3月18日，片方发布了唐僧师徒四人“法器”海报。

## 评价
- 1905电影网影评：“ 《三打白骨精》有效地避开了短板，采用了更多虚实结合的拍摄手法，特效也运用得更加自然，其华丽程度是毋庸置疑的。夸张一点说，异国城市全景的细腻精致程度让人看到了《霍比特人》的影子，白骨精的老巢设计繁复，地面荧光蓝的冰晶多少有点阿凡达星球的感觉。沙僧携手八戒对抗白骨兵团的场景，瞬间让人穿越到《权力的游戏》中守夜人与异鬼的战役。而片尾的最终回大战，也是颇为壮观。《三打白骨精》显然承载了郑保瑞更大的野心，在创作趣味方面上了新的台阶。他深挖了白骨精的悲惨身世，并表明真正的恶并不是来自白骨精，而是来自统治者，这种解读是反脸谱化的，揭示了人性的丑陋面。”[7]

- 香港大導演杜琪峰肯定《三打白骨精》比前部曲好，但認為不足點在於「沒角度」、「还是没有中心思想。每一个东西应该有视角，创作人一定要有一个视点。」[8]
- 法國媒體Abus de Ciné 影評人Guillaume Gas尖酸批評本片為典型眼花繚亂的中國特效大片，美猴王的塑造缺乏人性，但鞏俐的演出以及片尾最後十分鐘大戰挽救電影免於絕對的平庸。鞏俐仍是中國最好的女演員，賦予白骨精每次變形需要的人物深度。
- 義大利影評網站Cinema e Missili影評人Massimo Volpe亦同意《三打白骨精》勝過《大鬧天宮》，電影娛樂性高，故事主題豐富。鄭保瑞導演的內涵深意讓《三打》更像是一部真正的電影。選角優良，郭富城的孫悟空表現不錯，比上部的扮演者更加可信；馮紹峰賦予唐僧禁欲感。但能讓電影提昇層次的最大的功臣無疑來自鞏俐的表演：她的每次出場都光芒萬丈，為白骨精一角構築深度、複雜性、令人心折的美麗與演技[9]。

- 台灣網站娛樂重擊影評人Maple對電影對經典的改編給予肯定，認為三打找回神話中的人性「在原本幾乎沒人看好的情形下，它卻展現出全面進化的企圖與決心，不但跟《大鬧天宮》不是同一等級的作品，即使放眼當代中國經典現代改編，它都是相當值得肯定的作品。雖然仍有一些先天原著障礙無法突破（或者放棄突破？），但用心地找回這些已接近刻板印象角色們的人性厚度，已屬不易，而選角特別恰當的唐僧、白骨精、豬八戒更是加分不少，讓它成為足以跟《西遊：降魔篇》分庭抗禮的佳作。」唐僧和孫悟空的互動和感情是隨著劇情自然推進，流暢合乎邏輯，師徒四人的性格鮮明，悟空的設定鮮明「執著、智慧、能力與衝動」，唐僧「天真與理想融鑄一爐...蠢得很可愛」，白骨精的動機鋪陳有說服力「使得這個反派有個性也值得被同情」。此外，武術指導洪金寶「顯然比擅長拳腳的甄子丹更適合擔任空中武打的設計...取得了特效與動作之間的平衡」。如「能再花點巧思讓這些衝突與轉折更顯合理」作品能更經典[10]。

## 票房
中国大陆累计12亿人民币。香港获得1592万港幣，台灣票房破1200万台幣。越南票房美金$1,051,248，泰國美金$574,985，新加坡美金$1,168,697。

## 奬項及提名
| 年度   | 颁奖典礼             | 奖项             | 姓名                                                        | 结果 |
| ------ | -------------------- | ---------------- | ----------------------------------------------------------- | ---- |
| 2017年 | 第36屆香港電影金像獎 | 最佳美術指導     | 傅鶇                                                        | 提名 |
| 2017年 | 第36屆香港電影金像獎 | 最佳服裝造型設計 | 奚仲文、吳里璐                                              | 獲獎 |
| 2017年 | 第36屆香港電影金像獎 | 最佳動作設計     | 洪金寶                                                      | 提名 |
| 2017年 | 第36屆香港電影金像獎 | 最佳音響效果     | 尹傑                                                        | 提名 |
| 2017年 | 第36屆香港電影金像獎 | 最佳視覺效果     | Luke Sungjin Jung、Sanghoon Kim、Kim Chan Soo、Kim Chlu Min | 獲獎 |